# Васильева, Анастасия Назаровна
Анастасия Назаровна Васильева (1913—1988) — советский передовик производства в сельском хозяйстве. Герой Социалистического Труда (1948).

## Биография
Родилась 10 апреля 1913 года в селе Новопестерёво Кузнецкого уезда, Томской губернии в крестьянской семье.
Отец А. Н. Васильевой погиб в Первую мировую войну. В 1920 году мать отдала семилетнюю А. Н. Васильеву нянькой в дом зажиточного крестьянина. А в 1925 году она нанялась в работницы к богатому мещанину в соседнее село Кулебакино.
В период коллективизации в 1930-е годы А. Н. Васильева вступила в колхоз. В годы Великой Отечественной войны трудилась в колхозе конюхом, в полеводческой бригаде. В 1944 и в 1945 году время уборки урожая о А. Н. Васильевой начали говорить как о лучшей сноповязалыщице.
В 1946 году А. Н. Васильева возглавила специально сформированное полеводческое звено высокого урожая. Звену доверили выращивать семенную пшеницу сорта «Элита», которую разводили потом по всей области. В 1946 году на участке звена А. Н. Васильевой был получен высокий урожай пшеницы: по 26 центнеров с гектара с площади 25 га. В 1947 году — по 30,26 центнера с гектара с площади 11,7 га.
В 1947 году Указом Президиума Верховного Совета СССР «за трудовое отличие» А. Н. Васильева была награждена Орденом Ленина.
6 марта 1948 года Указом Президиума Верховного Совета СССР «за получение высоких урожаев пшеницы» Анастасия Назаровна Васильева была удостоена звания Героя Социалистического Труда с вручением Ордена Ленина и золотой медали «Серп и Молот».
Работала в колхозе в полеводстве и в животноводстве. После преобразование колхоза трудилась в совхозе «Рассвет». Была — свинаркой, дояркой и телятницей.
А. Н. Васильева избиралась членом правления колхоза, народным депутатом районного и областного Советов народных депутатов.
Жила в селе Кулебакино. Умерла 20 мая 1988 года.

## Награды
- Медаль «Серп и Молот» (6.03.1948)
- Орден Ленина (1947, 6.03.1948)